# セントジョンズ (ニューファンドランド・ラブラドール州)
セント・ジョンズ（英語: St. John's）はカナダ・ニューファンドランド・ラブラドール州の州都。人口は99,512人。広域圏の人口は17万2,918人（2001年統計）。ニューファンドランド島の東南に突き出たアバロン半島の東端に位置する港町である。世界一霧の深い街としてギネス世界記録に認定されている。ニューブランズウィック州のセント・ジョンとは別の街である。
16世紀初頭のヨーロッパ人到来から始まった、北米で最も古い街の一つである。

## 歴史
1497年6月24日（洗礼者ヨハネの祭日)、探検家ジョン・カボットがヨーロッパ人として初めて町近くの港に上陸したとされる（上陸した地点に関しては、今なお議論がある）。その後、ポルトガルやフランス、バスク地方、イギリスの探検隊や漁船が次々と訪れている。こうして16世紀初頭には、ヨーロッパ人によって漁猟時期に季節キャンプが営まれるようになった。1519年のポルトガルの地図には「サン・ジョアン São João」として記入されるなど、早くからその存在を地図に見ることができる。繁華街ウォーター・ストリートも16世紀半ばには原型ができている。
1583年、北米植民地開拓のためのエリザベス1世の勅許状を持った探検家サー・ハンフリー・ギルバートが到達し、この付近は勅許に基づくイングランド最初の植民地として宣言された（ただし、この宣言は1713年のユトレヒト条約まで他国には承認されなかった）。しかし、ギルバートはイギリスへ帰還する航海が長引き、この地への定住がすぐに始まることはなかった。その当時、港の沖には16ものイングランド船と20ものフランス船とポルトガル船が入港していたが、定住者はいなかった。1610年には、ジェームズ1世の勅許状を持つジョン・ガイ率いる定住のための入植者がイングランドからセントジョン近郊のキューピッズに到来した。1620年までには、このエリアでイギリス漁船が他国の漁船を圧倒するようになった。しかし、実際にセントジョンズへの定住がなされたのは1630年代になってからのことである。
17世紀にかけて徐々に人口が増えたが、当時はニューファンドランド最大の入植地というには遠い状況であった。人口は漁の季節になる夏の間に膨らみ、多くの漁師や漁船がセントジョンズを訪れるようになる。
町の防衛は、漁業や商業を巡る争いから必要性が増した。1665年6月、オランダの海軍軍人ミヒール・デ・ロイテルがセントジョンズを一時占領する事態になった。1673年にも2度目のオランダ軍による侵略があったが、街にいた人々は国籍などを問わず防衛に参加し、防ぎきった。1689年ごろからイギリス政府は町の要塞化を進めた。フランスの航海者ピエール・ル・モイン・ディベルヴィユによる1696年の占領と破壊の後、イギリスは町を取り返して要塞建設を進めたが、1705年と1708年にもフランス軍が襲撃し、市街が燃える被害を受けた。七年戦争に呼応して北米で起こったフレンチ・インディアン戦争では、最後の戦闘が1762年にセントジョンズ郊外のシグナルヒルで起こり（シグナルヒルの戦い）、フランス軍が降伏した。
18世紀には、セントジョンズにニューファンドランド植民地の行政府が置かれ、教会の建設や商業の発展などに注力し始めた。その後、セント・ジョンズはグランドバンクの豊富な漁獲を背景にした水産業、英国海軍の駐屯地、ニューファンドランド自治領の首都や商業の中心地として緩やかに発展していく。
古くはアメリカ独立戦争ほか、第二次世界大戦などで、軍港として機能した場所でもある。1949年、ニューファンドランドのカナダ編入とともにニューファンドランド州州都となった。

### 北米で最古のイギリス植民地に関する議論
セントジョンズでは1520年ごろにはイギリスの漁猟船による季節キャンプが行われていたが、定住目的ではなかった。また、1583年には勅許状に基づくイギリス最初の植民地が宣言されたが、実際の定住が始まるのは1630年代になってからのことである。
実際に定住が行われたイギリスの北米植民地でセントジョンズより古い街は、バージニア植民地ジェームズタウン（1607年）、クーパーズ・コーヴ植民地キューピッズ（1610年）、バミューダ植民地セント・ジョージ（1612年）、ブリストルズ・ホープ植民地ハーバー・グレイス（1618年）、そして1620年代のニューイングランドの植民都市などである。

## 地理
北米で最も東にある都市であり、アトランティック・カナダではハリファックスに次ぐ2番目の規模をもつ。

### 気候
カナダの主要都市の中で、セントジョンズは最も日照時間が少なく（年1,633時間）、最も霧が多く（年124日）、最も風が強く（平均24.3 km/h）、最も雪が多く（年間降雪量・335.0cm）、最も降水量が多い（年1,534.2mm）町である。冬はカナダの他都市に比べて厳しくなく、むしろ穏やかである。気候は海洋性気候で、夏は涼しく、冬は比較的厳しくない。一方、大西洋に突き出した位置にあるため、ハリケーンや巨大低気圧などの通り道となりやすい。
| セントジョンズ (セント・ジョンズ国際空港(1981−2010年平均)の気候 | セントジョンズ (セント・ジョンズ国際空港(1981−2010年平均)の気候 | セントジョンズ (セント・ジョンズ国際空港(1981−2010年平均)の気候 | セントジョンズ (セント・ジョンズ国際空港(1981−2010年平均)の気候 | セントジョンズ (セント・ジョンズ国際空港(1981−2010年平均)の気候 | セントジョンズ (セント・ジョンズ国際空港(1981−2010年平均)の気候 | セントジョンズ (セント・ジョンズ国際空港(1981−2010年平均)の気候 | セントジョンズ (セント・ジョンズ国際空港(1981−2010年平均)の気候 | セントジョンズ (セント・ジョンズ国際空港(1981−2010年平均)の気候 | セントジョンズ (セント・ジョンズ国際空港(1981−2010年平均)の気候 | セントジョンズ (セント・ジョンズ国際空港(1981−2010年平均)の気候 | セントジョンズ (セント・ジョンズ国際空港(1981−2010年平均)の気候 | セントジョンズ (セント・ジョンズ国際空港(1981−2010年平均)の気候 | セントジョンズ (セント・ジョンズ国際空港(1981−2010年平均)の気候 |
| 月                                                              | 1月                                                             | 2月                                                             | 3月                                                             | 4月                                                             | 5月                                                             | 6月                                                             | 7月                                                             | 8月                                                             | 9月                                                             | 10月                                                            | 11月                                                            | 12月                                                            | 年                                                              |
| --------------------------------------------------------------- | --------------------------------------------------------------- | --------------------------------------------------------------- | --------------------------------------------------------------- | --------------------------------------------------------------- | --------------------------------------------------------------- | --------------------------------------------------------------- | --------------------------------------------------------------- | --------------------------------------------------------------- | --------------------------------------------------------------- | --------------------------------------------------------------- | --------------------------------------------------------------- | --------------------------------------------------------------- | --------------------------------------------------------------- |
| 最高気温記録 °C （°F）                                          | 15.7 (60.3)                                                     | 16.0 (60.8)                                                     | 18.3 (64.9)                                                     | 24.1 (75.4)                                                     | 25.6 (78.1)                                                     | 29.4 (84.9)                                                     | 31.5 (88.7)                                                     | 31.0 (87.8)                                                     | 29.5 (85.1)                                                     | 24.6 (76.3)                                                     | 19.4 (66.9)                                                     | 17.3 (63.1)                                                     | 31.5 (88.7)                                                     |
| 平均最高気温 °C （°F）                                          | −0.8 (30.6)                                                     | −1.1 (30)                                                       | 1.0 (33.8)                                                      | 5.6 (42.1)                                                      | 11.1 (52)                                                       | 15.8 (60.4)                                                     | 20.7 (69.3)                                                     | 20.5 (68.9)                                                     | 16.5 (61.7)                                                     | 10.8 (51.4)                                                     | 6.4 (43.5)                                                      | 1.8 (35.2)                                                      | 9.0 (48.2)                                                      |
| 日平均気温 °C （°F）                                            | −4.5 (23.9)                                                     | −4.9 (23.2)                                                     | −2.6 (27.3)                                                     | 1.9 (35.4)                                                      | 6.4 (43.5)                                                      | 10.9 (51.6)                                                     | 15.8 (60.4)                                                     | 16.1 (61)                                                       | 12.4 (54.3)                                                     | 7.4 (45.3)                                                      | 3.0 (37.4)                                                      | −1.5 (29.3)                                                     | 5.0 (41)                                                        |
| 平均最低気温 °C （°F）                                          | −8.2 (17.2)                                                     | −8.6 (16.5)                                                     | −6.1 (21)                                                       | −1.9 (28.6)                                                     | 1.7 (35.1)                                                      | 5.9 (42.6)                                                      | 10.9 (51.6)                                                     | 11.6 (52.9)                                                     | 8.2 (46.8)                                                      | 3.9 (39)                                                        | −0.3 (31.5)                                                     | −4.7 (23.5)                                                     | 1.0 (33.8)                                                      |
| 最低気温記録 °C （°F）                                          | −23.3 (−9.9)                                                    | −23.8 (−10.8)                                                   | −23.8 (−10.8)                                                   | −14.8 (5.4)                                                     | −6.7 (19.9)                                                     | −3.3 (26.1)                                                     | −1.1 (30)                                                       | 0.5 (32.9)                                                      | −1.1 (30)                                                       | −5.6 (21.9)                                                     | −13.4 (7.9)                                                     | −19.7 (−3.5)                                                    | −23.8 (−10.8)                                                   |
| 降水量 mm （inch）                                              | 149.2 (5.874)                                                   | 129.5 (5.098)                                                   | 142.2 (5.598)                                                   | 122.9 (4.839)                                                   | 102.6 (4.039)                                                   | 97.6 (3.843)                                                    | 91.6 (3.606)                                                    | 100.0 (3.937)                                                   | 129.6 (5.102)                                                   | 156.2 (6.15)                                                    | 148.1 (5.831)                                                   | 164.8 (6.488)                                                   | 1,534.2 (60.402)                                                |
| 降雪量 cm （inch）                                              | 88.7 (34.92)                                                    | 71.0 (27.95)                                                    | 57.3 (22.56)                                                    | 25.3 (9.96)                                                     | 4.4 (1.73)                                                      | 0.04 (0.016)                                                    | 0.0 (0)                                                         | 0.0 (0)                                                         | 0.0 (0)                                                         | 2.4 (0.94)                                                      | 22.4 (8.82)                                                     | 63.4 (24.96)                                                    | 335.0 (131.89)                                                  |
| 平均降雨日数 （≥0.2 mm）                                        | 9.3                                                             | 8.6                                                             | 11.0                                                            | 13.9                                                            | 15.9                                                            | 14.7                                                            | 13.6                                                            | 13.7                                                            | 15.5                                                            | 18.1                                                            | 15.7                                                            | 12.7                                                            | 162.6                                                           |
| 平均降雪日数 （≥0.2 cm）                                        | 18.3                                                            | 14.6                                                            | 13.3                                                            | 7.0                                                             | 2.1                                                             | 0.07                                                            | 0.0                                                             | 0.0                                                             | 0.0                                                             | 1.4                                                             | 7.6                                                             | 14.6                                                            | 78.9                                                            |
| 平均月間日照時間                                                | 65.5                                                            | 90.2                                                            | 107.4                                                           | 140.4                                                           | 176.3                                                           | 198.9                                                           | 216.7                                                           | 206.6                                                           | 170.5                                                           | 122.1                                                           | 76.3                                                            | 62.4                                                            | 1,633.2                                                         |
| 出典：                                                          |                                                                 |                                                                 |                                                                 |                                                                 |                                                                 |                                                                 |                                                                 |                                                                 |                                                                 |                                                                 |                                                                 |                                                                 |                                                                 |

## 経済
セントジョンズはかつて漁港として繁栄し、現在は水産業と海底油田・ガス田関連産業で成長を遂げている。また、州都としての地位も繁栄に結びついている。今後は海洋産業のみならず、観光業などでも発展が見込まれている。
都市圏全体の人口は微減しているが、近郊自治体は人口が急増している。彼らの中には科学者や技術者が多いことも特徴である。しかし、州全体ではグランドバンクスでの乱獲に由来するタラ激減や、1990年代以来の漁獲制限などによって漁民の生活が崩壊している。漁業中心の経済が沈滞して人口減少が続き、セントジョンズの成長が州自体の成長に繋がっていない。

## 観光
- シグナル・ヒル ：セントジョンズの町並みを見渡すことのできる丘。頂上には1897年に建てられたカボット・タワーがある。フレンチ・インディアン戦争の最後の戦闘、1762年のシグナルヒルの戦いの舞台となった。マルコーニの大西洋横断無線通信実験にも使われた。カナダ国定史跡。
- ザ・ルーム：ニューファンドランド・ラブラドール博物館、ニューファンドランド・ラブラドール美術館などを統合したニューファンドランド・ラブラドール州の文化施設。
- ジョージ・ストリート：生演奏を売りにするパブやバー、レストランが林立する通り。
- ジョンソン・ジオセンター：地熱発電やその他の地学関連の博物館。

### 郊外
- スピア岬：北アメリカ最東端。カナダ国定史跡。第二次世界大戦のトーチカ跡が残っている。

## 交通

### 空港
- セント・ジョンズ国際空港（St. John's International Airport、IATA空港コード：YYT、ICAO空港コード：CYYT）

## 教育

### 大学
- ニューファンドランドメモリアル大学（Memorial University of Newfoundland）

## 姉妹都市
- ウォーターフォード （Waterford） - （アイルランド）